# Де ла Роса, Роберто
Робе́рто Ка́рлос де ла Ро́са Гонса́лес (исп. Roberto Carlos de la Rosa González; родился 4 января 2000 года в Тескоко, Мексика) — мексиканский футболист, нападающий клуба «Пачука» и сборной Мексики.

## Клубная карьера
Де ла Роса — воспитанник клуба «Пачука». 13 августа 2017 года в матче против УАНЛ Тигрес он дебютировал в мексиканской Примере, заменив во втором тайме Анхело Сагаля.

## Международная карьера
В 2017 году в составе юношеской сборной Мексики да ла Роса выиграл юношеский чемпионат КОНКАКАФ в Панаме. На турнире он сыграл в матчах против команд Сальвадора, Ямайки, Панамы, Коста-Рики и дважды США. В поединках против костариканцев и американцев Роберто забил три гола.
В том же году де ла Роса принял участие в юношеском чемпионате мира в Индии. На турнире он сыграл в матчах против команд Ирака, Англии, Чили и Ирана. В поединках против иракцев и иранцев Роберто забил по голу.

## Достижения
Международные
 Мексика (до 17)
- Юношеский чемпионат КОНКАКАФ — 2017